# Miconia sellowiana
Miconia sellowiana là một loài thực vật có hoa trong họ Mua. Loài này được Naudin mô tả khoa học đầu tiên năm 1851.

## Hình ảnh

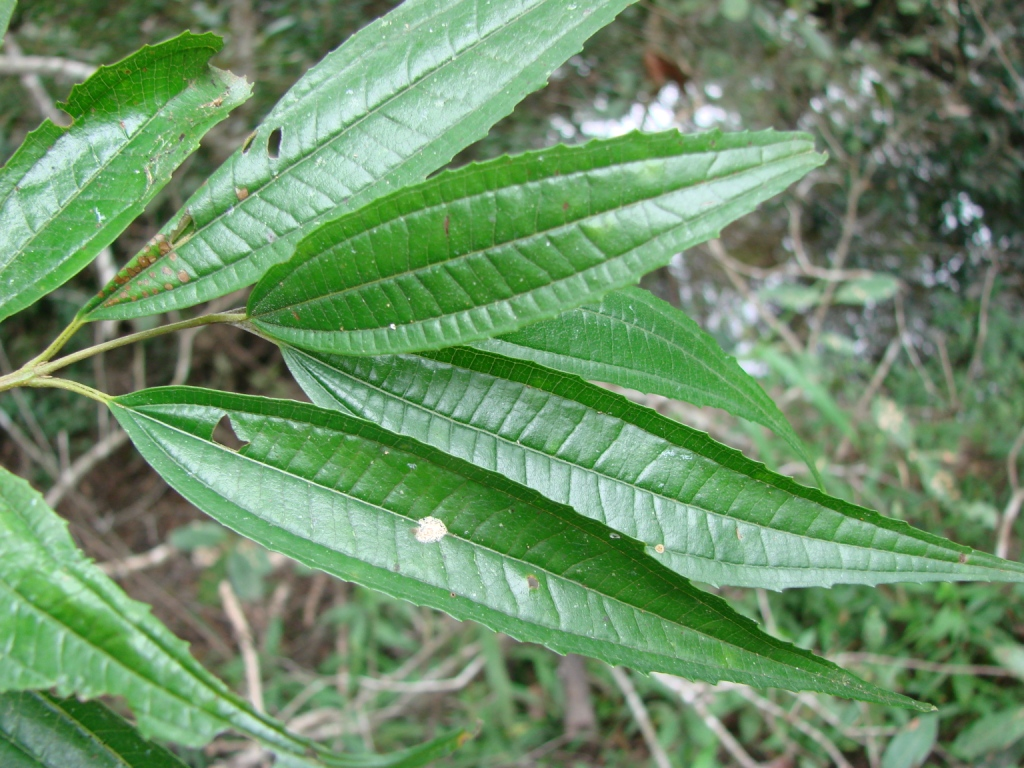
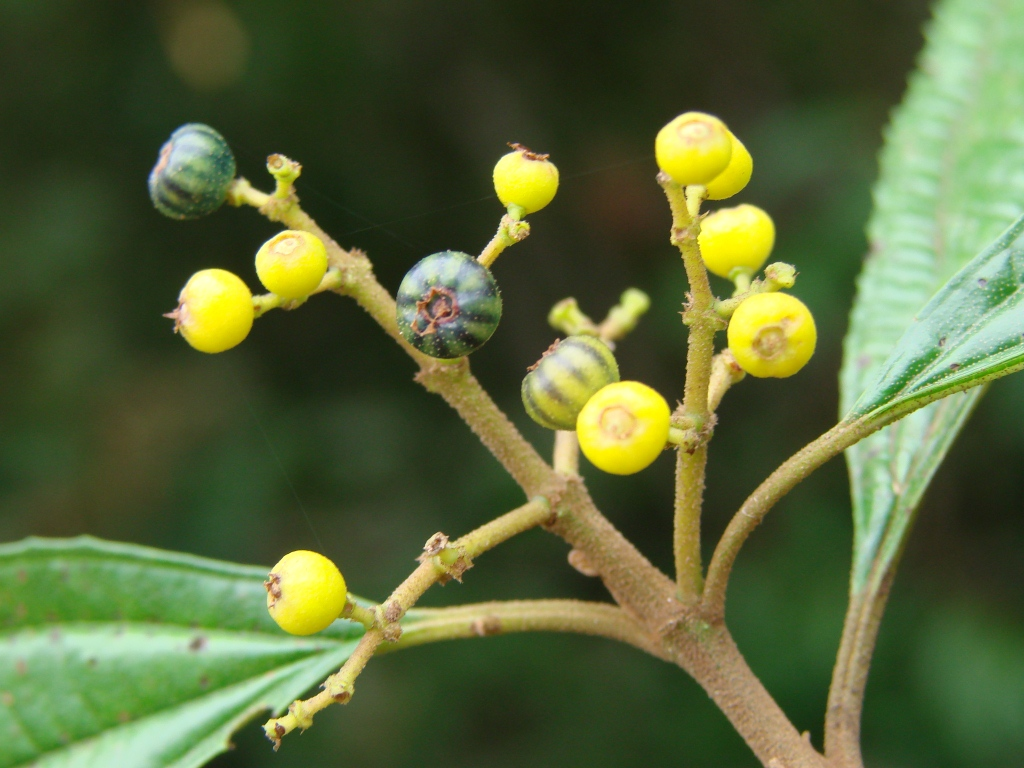